# Univerzita třetího věku
Univerzita třetího věku (U3V) je koncepce celoživotního vzdělávání pro zájemce v každém věku, nejčastěji pro seniory, které označuje termín "třetí věk".

## Historie
Speciální vzdělávací program pro seniory má původ ve Francii, první studijní obory byly otevřeny v roce 1973 na fakultě sociálních studií univerzity v Toulouse. Během sedmdesátých a osmdesátých let 20. století se přidala desítka dalších francouzských univerzit. Paralelně či v kombinaci se rozvíjela koncepce univerzity či akademie volného času, která umožňuje studium také matkám s malými dětmi, ženám v domácnosti či různým jiným sociálním skupinám (hendikepovaní, nezaměstnaní, bezdomovci).
V českém prostředí došlo k založení první univerzity třetího věku v roce 1986 v Olomouci. První Akademii volného času založila v Praze ekonomka Dana Steinová, která během 90. let vedla polytematické kurzy v Praze 4 a ve velkém sále budovy Elektropodniků (Praha 7). Zde dosáhla dosud pravděpodobně nepřekonaného rekordu v počtu více než šesti stovek účastníků. Později se začala specializovat na trénink paměti.
První akademická univerzita vznikla na 1. lékařské fakultě UK[kdy?][zdroj?] v Praze nebo roku 1988 na Vysoké škole ekonomické v Praze. Naplno se tento trend rozvinul po roce 2000.

## Současnost
V současnosti možnost studia na U3V nabízí většina českých veřejných vysokých škol. Na každý kraj vychází minimálně jedna univerzita třetího věku, takže možnost studovat i v pozdějším věku mají skutečně všichni. Největší množství těchto univerzitních kurzů pořádají Univerzita Karlova, na níž je studium rozděleno podle fakult, a Vysoká škola ekonomická v Praze, která má systém soustředěný do jednoho sekretariátu. Západočeská univerzita pořádá kurzy U3V nejen v Plzni, ale i v mnoha dalších městech Plzeňského a Karlovarského kraje.
Další univerzity vznikají i v rámci vyšších odborných škol a fakult, které jsou pobočkami velkých vysokých škol v menších městech.

## Podstata
Podstatou univerzity třetího věku je:
- přihlásit se může každý (přednost mají ti, kterým byl přiznán nárok na starobní důchod)
- platí se zápisné (řádově stovky korun za semestr)
- požadavkem je dokončené středoškolské vzdělání (v některých případech stačí základní škola)
- absolvent nezíská klasický akademický titul, ale osvědčení o absolvování konkrétního kurzu

Nabídka dalšího vzdělávání lidí v postproduktivním věku je zaměřena na rozšiřování znalostí i možnost seberealizace v oblasti společenských a přírodních oborů, kultury, vědy a techniky. Některé školy nabízejí také kursy výtvarné (kresba, malba) Ke studiu na univerzitě třetího věku se mohou přihlásit lidé, kteří nikdy vysokou školu nestudovali, i absolventi, kteří chtějí pokračovat v dalším rozvoji.
Univerzita třetího věku má také výrazný socializační dopad. Slouží jako smysluplná výplň volného času seniorů. Lidé toužící po dalším vzdělávání se na kurzech setkávají se svými vrstevníky, se kterými mohou sdílet nové poznatky, zkušenosti a zážitky.